# Philadelphia Mint

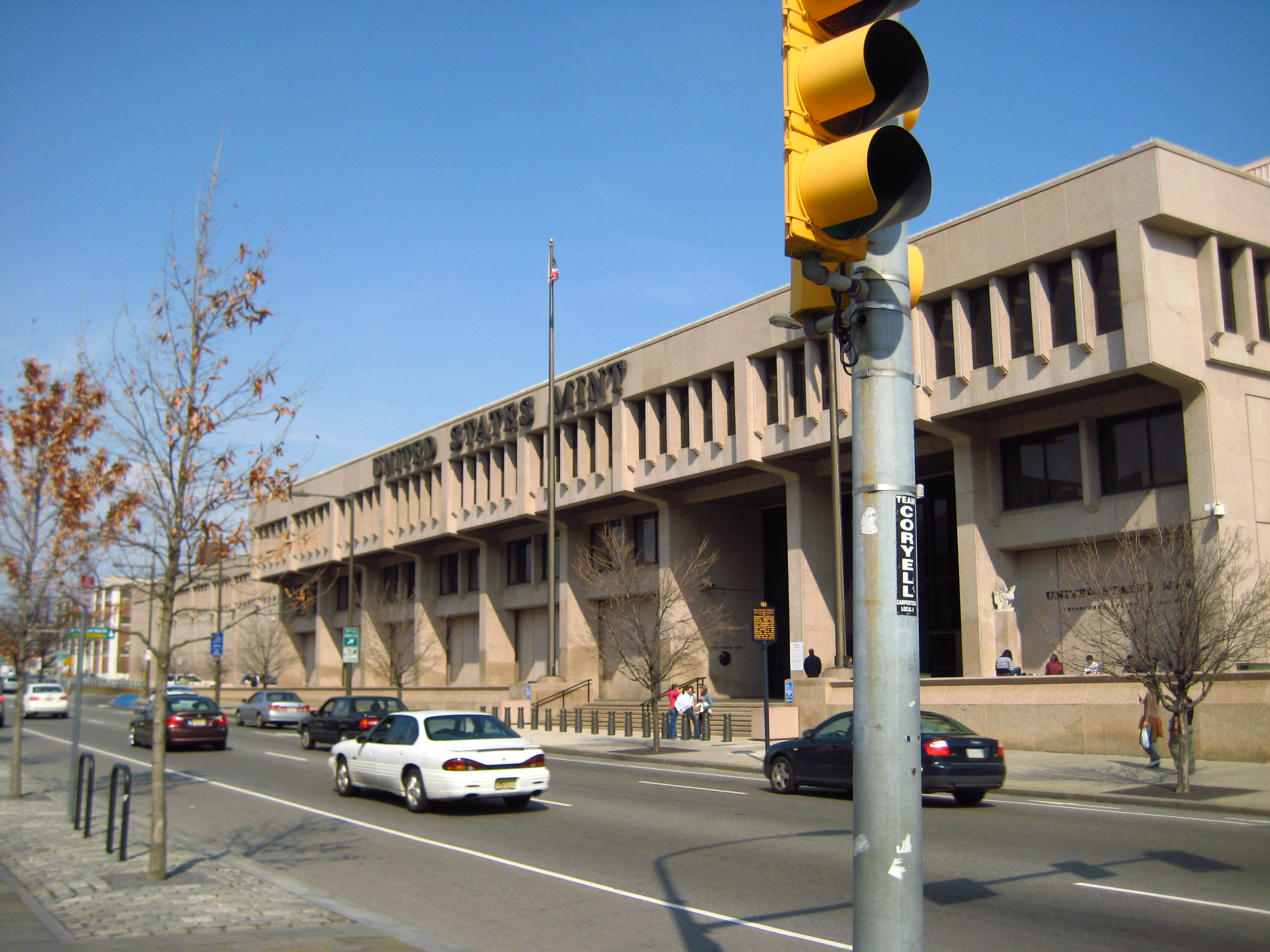
Gebouw van de Philadelphia Mint

De Philadelphia Mint (Nederlands: Munt van Philadelphia) is opgericht om de nationale identiteit van de Verenigde Staten te bevorderen en de economie van het land te stimuleren. De wens daartoe bracht de Founding Fathers tot de overtuiging dat er een nationaal munthuis moest komen. Dit kreeg een hoge prioriteit vanaf het moment dat de Grondwet van de Verenigde Staten geratificeerd werd.
De Muntwet van 1792 ging in op 2 april van dat jaar. Hierin werd onder meer bepaald dat de United States Mint (Nederlands: Munt van de Verenigde Staten) opgericht moest worden. Op dat moment was Philadelphia de hoofdstad van de jonge natie, daarom werd de Munt daar gebouwd. In de Muntwet stond dat er een decimaal stelsel moest komen gebaseerd op de dollar als munteenheid. Bovendien werd het gewicht van de dollar gespecificeerd, evenals de samenstelling van het metaal en de fijnheid ervan. Ten slotte werd voorgeschreven dat elke munt voorzien moest zijn van "een indruk tekenend voor vrijheid".

## Geschiedenis

### Eerste gebouw (1792-1833)

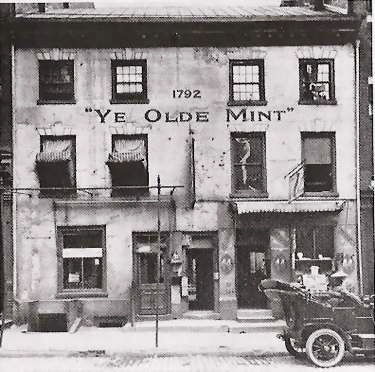
De eerste Philadelphia Munt (1792, inmiddels gesloopt)

David Rittenhouse, een Amerikaans wetenschapper, werd door president George Washington aangewezen als eerste directeur van de Munt. Op 18 juli 1792 werden er twee percelen, op Seventh Street en op Filbert Street 631, door Rittenhouse aangekocht voor $4.266,67. De volgende dag begon de sloop van een verlaten whiskeydestilleerderij die nog op het perceel stond. Het werk aan de fundering begon op 31 juli, tegen 7 september was het eerste gebouw klaar voor het installeren van de smeltoven. Het smelthuis was het eerste openbare gebouw dat de regering van de Verenigde Staten liet bouwen.
Enkele maanden later werd een bakstenen gebouw, met twee verdiepingen, uitkijkend op Seventh Street gebouwd. Omdat het gebouw het hoogste, en daarmee meest zichtbare, bouwwerk was van de munt werden er de woorden "Ye Olde Mint" op geschilderd. Langs de straat mat het gebouw ongeveer 11 meter en het was 10 meter diep. Het goud en zilver werd in kluizen in de kelder bewaard. De begane grond diende als opslag en weegruimte, ook werden hier de munten in persen geslagen. Op de eerste verdieping lagen de kantoren en op de tweede verdieping werden de munten gecontroleerd op goud- en zilvergehalte.
Tussen het smelthuis en "Ye Olde Mint" stond een molen; paarden in de kelder draaiden een molensteen die zich op de begane grond bevond. In januari 1816 werden het smelthuis en de molen door een brand verwoest. Het smelthuis werd nooit herbouwd, de metalen werden voortaan elders gesmolten. De molen werd snel vervangen door een groter stenen gebouw. In de kelder van dit nieuwe gebouw stond een stoommachine om de machines aan te drijven. Deze gebouwen deden dienst tot 1833, het munten werd na dat jaar verplaatst naar de tweede locatie van de Philadelphia Mint. Het land waar het eerste muntgebouw stond werd verkocht. In de late 19e of vroege 20e eeuw benaderde Frank Stewart de stad Philadelphia, hij vroeg aan de stad om de historische gebouwen te bewaren of te verplaatsen en uiteindelijk werd het gebouw aan hem verkocht. Omdat de overheid geen hulp bood aan "Ye Olde Mint" werd deze tussen 1907 en 1911 gesloopt. Een kleine plaquette is het enige dat nog aan "Ye Olde Mint" herinnert.

### Tweede gebouw (1833-1901)
Op 4 juli 1829 werd een van de hoekstenen voor een nieuw gebouw gelegd bij de kruising tussen Chestnut en Juniper. De tweede Philadelphia Mint, de "Grecian Temple", werd gebouwd uit wit marmer, met pilaren in Griekse stijl aan de voor- en achterkant. De voorkant was 45 meter breed en het gebouw was 62 meter diep, een grote verbetering ten opzichte van het vorige pand, zowel in ruimte als in stijl. De Munt opende haar deuren in januari 1833, het munten begon met de gedateerde machines uit "Ye Olde Mint". Franklin Peale werd naar Europa gestuurd om modernere muntprocessen te bestuderen. De kennis die hij opdeed werd geïmplementeerd, waardoor zowel de productiviteit als de kwaliteit verbeterde. Gedurende de Amerikaanse Burgeroorlog bleef de Philadelphia Mint munten slaan.

### Derde gebouw (1901-1969)

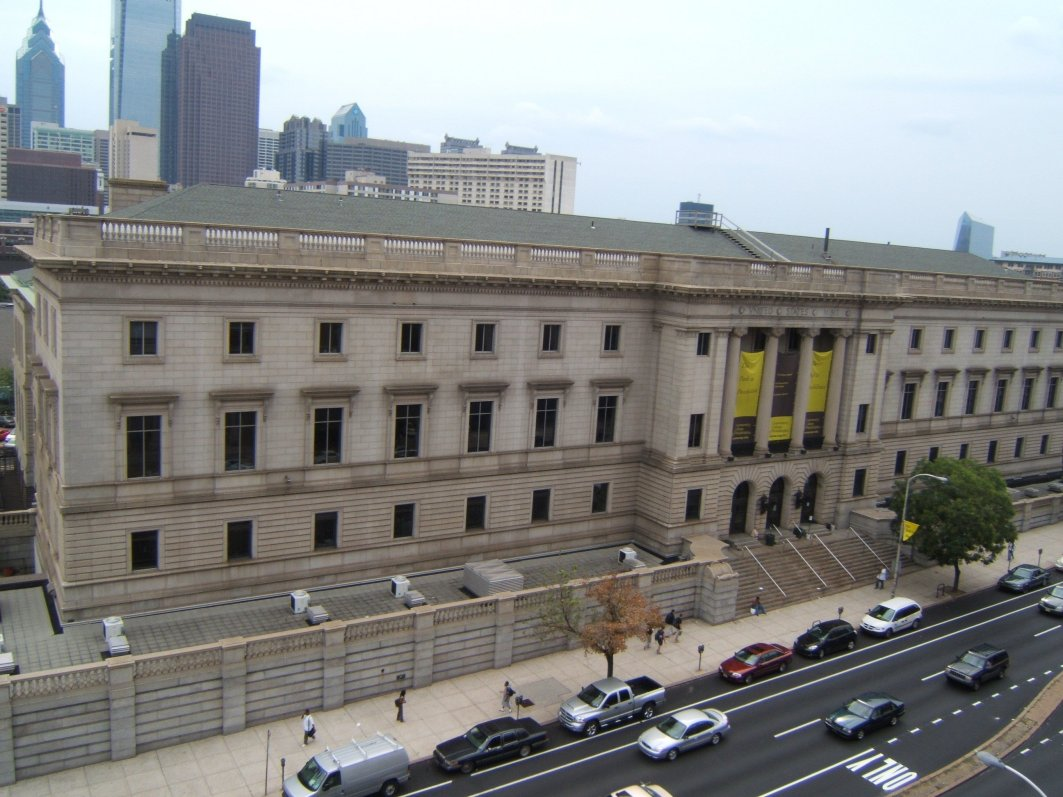
Derde Philadelphia Mint (1901), nu het Community College of Philadelphia

In 1901 werd de derde Philadelphia Mint in gebruik genomen, de tweede werd in 1902 verkocht en gesloopt. De hoeksteen die in 1833 begraven was werd opgegraven; het bevatte een snoeppot met daarin drie munten, een paar kranten en een rol met informatie over de eerste Munt en over de bouw van de tweede. De derde Philadelphia Mint is gebouwd aan de Spring Garden Street 1700. Het is ontworpen door James Knox Taylor. Het gebouw besloeg bijna een geheel stadsblok. Het werd gekarakteriseerd door een gevel in de vorm van een Romeinse tempel. Daarnaast bevatte het een glazen mozaïek in een met goud belegd plafond van de hand van Louis Comfort Tiffany. De mozaïeken beeldden muntprocessen uit het oude Rome uit. Dit gebouw bestaat voor het grootste deel nog. In 1973 ging het over naar het Community College of Philadelphia

### Huidige gebouw (1969 – heden)

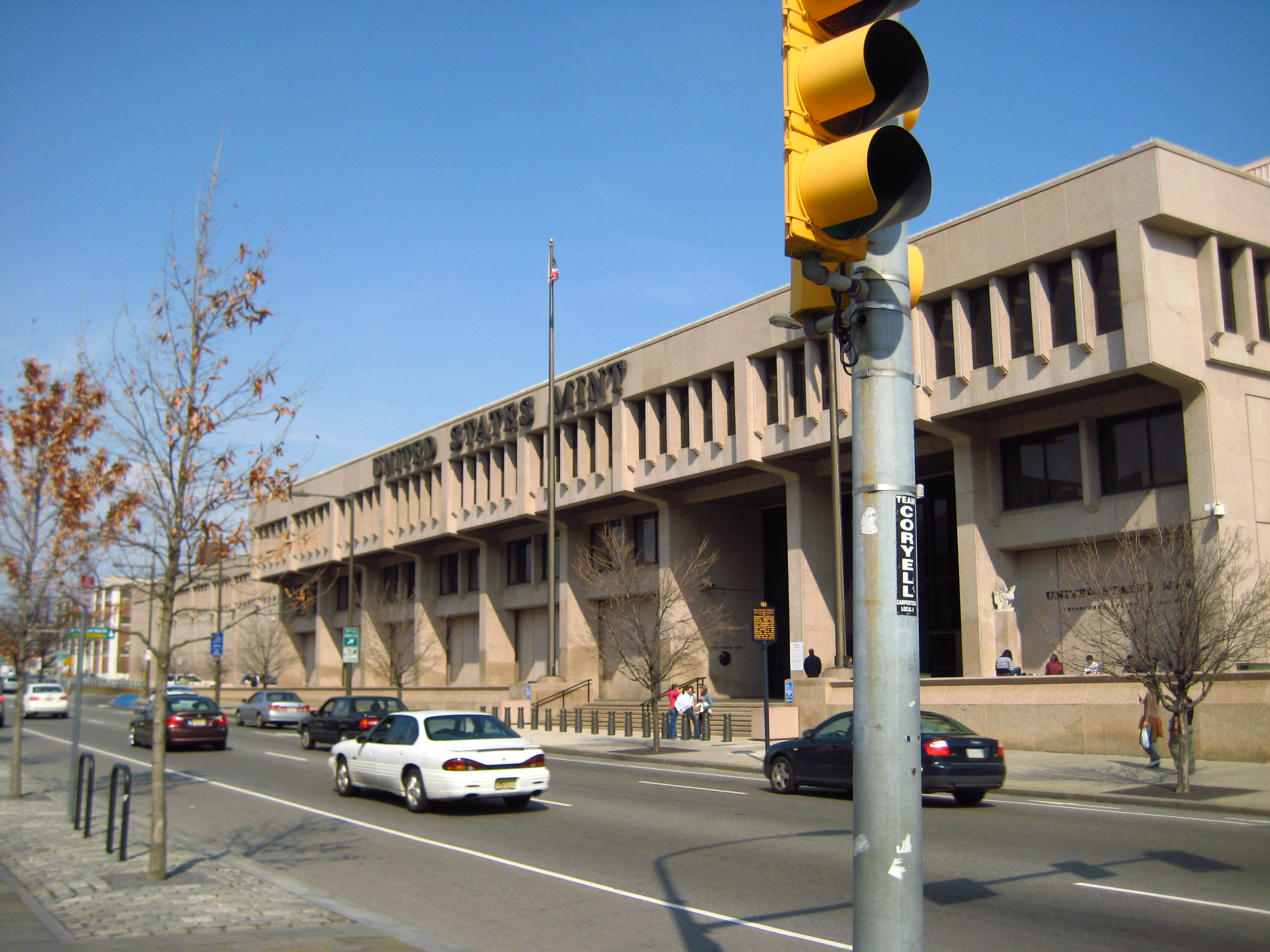
Het huidige Philadelphia Mint-gebouw, gebouwd in 1969

Op kleine afstand van "Ye Olde Mint" werd de vierde en huidige Philadelphia Mint gebouwd. Het opende de deuren in 1969, het ontwerp was van de hand van Vincent G. Kling. Hij heeft ook de Five Penn Center, Centre Square en het Annenberg Center for the Performing Arts ontworpen. De Philadelphia Mint was vanaf de opening tot en met januari 2009 ’s werelds grootste muntgebouw.

## Andere faciliteiten
De United States Mint produceert ook munten in Denver (Denver Mint), San Francisco en West Point. Daarnaast is er het Bureau of Engraving and Printing, dat verantwoordelijk is voor de productie van het papiergeld in de Verenigde Staten.

## Trivia
- In een jaar produceerde de Philadelphia Mint 501.000.000 munten, 5/7 van alle munten van de VS. Daarnaast muntte het bedrijf ook nog eens 90.000.000 buitenlandse munten.
- De Philadelphia Mint kan tot een miljoen munten in dertig minuten produceren.[3] It took three years for the original mint to produce that many.
- De Mint produceert ook medailles en onderscheidingen voor militaire, overheids- en civiele diensten.
- Het graveren van stempels wordt uitsluitend in de Philadelphia Mint gedaan. Munten in de Philadelphia Mint geslagen dragen het muntteken "P", terwijl circulatiemunten van voor 1980 geen muntteken droegen, met uitzondering van de Jefferson nickels, geslagen tussen 1942 en 1945. Dit geldt ook voor de Susan B. Anthony dollars uit 1979. Sinds 1980 dragen alle munten het muntteken "P" met uitzondering van de pennies.